# Parentosoma

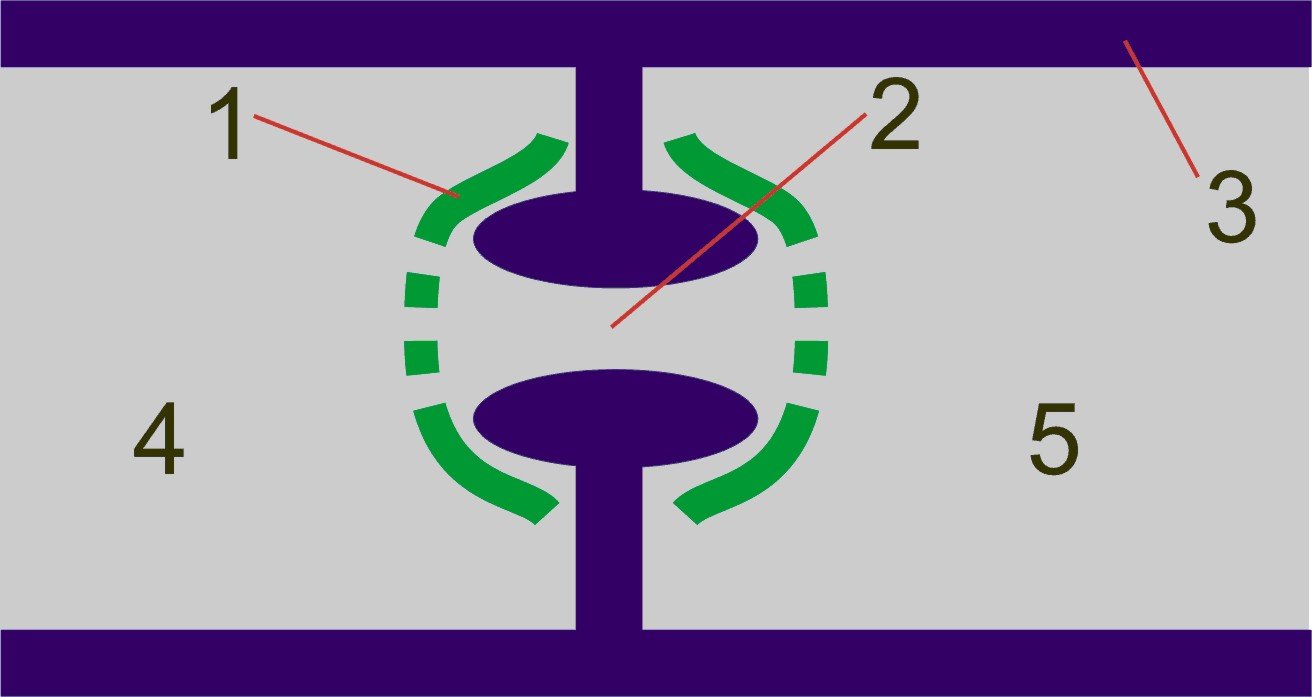
Diagrama de situación del organelo fúngico parentosoma (1) en la célula jpg

Los parentosomas son estructuras en las células de los hongos basidiomycota. Tiene forma de paréntesis y se encuentran a ambos lados de los poros en los septos doliporos que separan las células de las hifas. No se conoce ni su función ni su composición. Las variaciones en su apariencia son útiles para distinguir las especies individuales.